# Diego Mancipe
Diego Germán Mancipe Abril (Bogota, 21 juli 1993) is een Colombiaans wielrenner die anno 2016 rijdt voor Boyacá Raza de Campeones.

## Carrière
In 2014 werd Mancipe vijfde in de zevende etappe in de Ronde van Colombia. Twee jaar later werd hij elfde in het eindklassement van de Vuelta Independencia Nacional, nadat hij met zijn ploeg vierde werd in de openingsploegentijdrit en zich in de overige etappes driemaal bij de beste tien wist te fietsen.

## Ploegen
- 2016 –  Boyacá Raza de Campeones

Bothia · Chaparro · Cruz · Cubides · Diagama · Flórez · García · Gómez · Mancipe · Ochoa · Ortega · C.Parra · H.Parra · M.Rodríguez · W.Rodríguez · Romero